# Hermann Brandl
Hermann Brandl, aussi appelé Otto Brandl (1896 en Bavière en Empire allemand - 24 mars 1947 à Munich en Allemagne), est un ingénieur et un agent des services de renseignement allemands durant la Seconde Guerre mondiale.

## Biographie

### Carrière
Henri Lafont le patron de la Gestapo française de la rue Lauriston est placé sous le commandement direct de Hermann Brandl, et de son adjoint le capitaine Wilhem Radecke.
Au printemps 1941, le bureau est un succès et emploie plus de 400 personnes.

### Pillage d'œuvres d'art

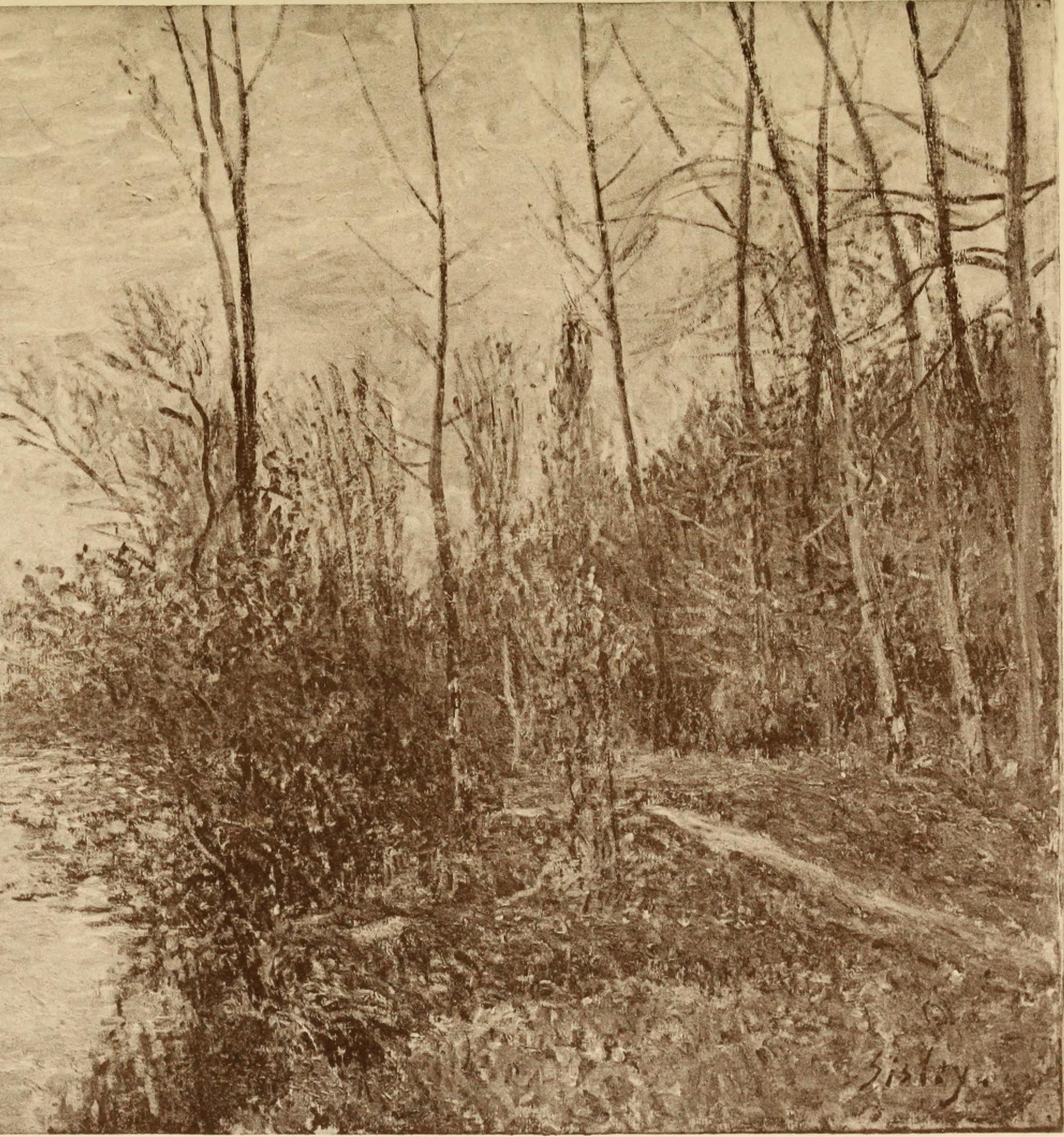
Le Chemin des Petits Près à By, temps d'orage par Alfred Sisley, retrouvé en 1949 en Allemagne, actuellement au musée d'art et d'histoire de Meudon.

Deux toiles authentifiées d'Alfred Sisley, Allée de peupliers aux environs de Moret-sur-Loing et Le Chemin des Petits Près à By, temps d'orage, sont retrouvés en 1949 avec d'autres tableaux chez un particulier à Kölblöd en Bavière. Elles auraient été achetées au marché noir ou saisies par Hermann Brandl.

#### Ouvrages
- André Brissaud, Histoire du service secret nazi : Les agents de Lucifer, t. II, Librairie Académique Perrin, 1975 (ISBN 2-266-00941-9, lire en ligne)

#### Bandes dessinées
Il est évoqué dans Il était une fois en France (2007-2012), par Fabien Nury et Sylvain Vallée, éd. Glénat.